# Якутович, Сергей Георгиевич
Сергей Георгиевич Якуто́вич (21 ноября 1952, Киев — 27 июня 2017, там же) — советский и украинский художник, график, книжный иллюстратор, член Национального союза художников Украины, член-корреспондент Академии искусств Украины. Народный художник Украины (2008).

## Биография
Родился 21 ноября 1952 года в Киеве в семье художников. Его отец Георгий Якутович — выдающийся украинский график середины XX века, известен также работой в кино, в частности, над фильмом «Тени забытых предков» Сергея Параджанова. Мать — Александра Павловская, художник, педагог. Много детских книг с ее иллюстрациями увидели свет в издательстве «Радуга». Преподавала в Республиканской художественной средней школе.
Художник обладал глубоко индивидуальным почерком, в совершенстве владея различными техническими средствами графического искусства, в частности офорта.
Еще в студенческие годы обнаружил тяготение к созданию эпических циклов иллюстраций к известным произведениям мировой и отечественной литературы.
На протяжении последних лет с иллюстрациями С. Якутовича увидели свет книги, которые стали весомым достижением национальной культуры, получив широкое признание поклонников книжного искусства как на Украине, так и за ее пределами.
- 1963—1970 — Республиканская средняя художественная школа имени Т. Г. Шевченко
- 1970—1973 — Московский полиграфический институт, факультет художественного оформления
- 1973—1974 — Киевский государственный художественный институт (Национальная академия искусства и архитектуры), графический факультет по специальности «художник-график»
- С 1973 года — постоянный участник художественных выставок на Украине и за рубежом
- 1977—1981 — аспирант творческих мастерских Академии художеств СССР в Киеве
- 1977 — первая премия по графики на выставке-конкурсе «Молодые художники СССР», Москва
- С 1978 — член СХ СССР
- 1979 — первая премия по графики АХ СССР.
- 1979—1981 — стипендиат СХ СССР
- 1980 — гран-при Всесоюзной выставки «Молодость страны», Ташкент
- 1983—1988 — премии на международных биеннале графики в Братиславе, Любляне, Кракове
- 1987 — заслуженный художник УССР
- 1990 — стипендия города Лейпцига
- 1996—1999 — работал в Испании
- 2000—2002 — главный художник фильма Юрия Ильенко «Молитва о гетмане Мазепе»
- 2003 — Золотая медаль Национальной академии искусств Украины
- 2004 — Национальная премия Украины имени Тараса Шевченко
- 2004 — член-корреспондент Академии искусств Украины
- 2005—2007 — художник-постановщик в фильме Владимира Бортко «Тарас Бульба».
- 2008 — почётный приз фонда «Украина-3000» за вклад в развитие украинского кинематографа
- 2008 — народный художник Украины

Работал над рядом телефильмов: «Еще когда мы были казаками», «Последний гетман», «Потерянный рай» (по Николаю Гоголю).
Издание романа Лины Костенко «Берестечко», иллюстрированное Сергеем Якутовичем, которое вышло в издательстве «Лыбидь», было признано лучшей иллюстрированной и художественно оформленной книгой, представленной на выставке-ярмарке в Ашхабаде.
Умер 27 июня 2017 года в Киеве.
Похоронен 29 июня 2017 года на Байковом кладбище в Киеве.

## Семья
Сын Сергея Георгиевича, Антон Сергеевич Якутович (1975—2014), также был графиком. Художником была и жена Ольга Якутович.

## Творческая деятельность

### Музеи с произведениями автора
- Национальный художественный музей Украины (Киев)
- Музей книги и книгопечатания Украины (Киев)
- Музей литературы (Одесса, Украина)
- Государственная Третьяковская галерея
- Музей изобразительных искусств имени А. С. Пушкина (Москва)
- Государственный Русский музей, Литературно-мемориальный музей Ф. М. Достоевского (Санкт-Петербург)
- Altes Museum (Берлин)
- Музей города Катанья
- Украинский дом в Америке (Нью-Йорк, США)
- Смитсоновский музей (Вашингтон)
- Белый дом (Вашингтон)

В творчестве выдающегося мастера иллюстрирования 160 изданий, среди которых и 17 томов современной украинской литературы, также нужно упомянуть о вкладе художника в кинематограф.
Принимал участие, как главный художник, в создании художественного фильма Юрия Ильенко «Молитва о гетмане Мазепе», телефильмов «Еще когда мы были казаками», «Потерянный рай». А в 2005 присоединяется масштабного проекта — фильма Владимира Бортко «Тарас Бульба».

## Награды
1981 — Премия Ленинского комсомола — за иллюстрации к произведениям «Полтава» А. С. Пушкина, «Пётр Первый» А. Н. Толстого, «Три мушкетёра» А. Дюма
1986 — Заслуженный художник Украинской ССР
1983 — обладатель Гран-при на берлинской выставке-конкурсе «За мир»
1985 — специальная премия на Триеннале искусств «Против фашизма» в Майданеке (Польша)
1985 — почётная премия «Берлинале»
1990 — золотая медаль Академии художеств СССР
2003 — золотая медаль Академии искусств Украины
2004 — Национальная премия Украины имени Тараса Шевченко за цикл графических произведений
2008 — Народный художник Украины
2010 — Награда Российской Академии киноискусства «Золотой орёл»
2011 — Международная премия Гоголя в Италии
2013 — Академик Национальной Академии искусств Украины

## Основные графические работы
1975 — иллюстрации к поэме Александра Пушкина «Полтава»
1977 — иллюстрации к произведениям Алексея Толстого «Пётр Первый»
1980 — иллюстрации к произведению Александра Дюма «Три мушкетёра»
1982 — иллюстрации к произведению Льва Толстого «Севастопольские рассказы»
1987 — иллюстрации к произведения Олеся Гончара «Перекоп»
1988—1991 — иллюстрации к изданию «Украина, страницы истории»
2002 — иллюстрации к произведению Николая Гоголя «Тарас Бульба»
2004 — иллюстрации к французского эпосу «Тристан и Изольда»
Иллюстрации к сборнику произведений Николая Гоголя «Вечера на хуторе близ Диканьки — Миргород» (издательство «Лыбидь»)
2005 — авторский проект «Мазепиана» (издательство «Дулибы»)
2008 — альбом работ «Абсолютный слух времени» (издательство Грамота)
2011 — иллюстрации к произведению Лины Костенко «Берестечко»